# Wahbi Khazri
Wahbi Khazri (født 8. februar 1991) er en franskfødt tunesisk fodboldspiller, der spiller for Montpellier.
Han blev udtaget til Tunesiens trup til VM i fodbold i Rusland.